# Bo Augustsson
Bo Augustsson, född 28 december 1949, är en svensk före detta fotbollsspelare som efter spelarkarriären framgångsrikt har verkat som ungdomstränare. 

## Spelarkarriär
Augustsson är uppvuxen i Mala i Hässleholms kommun. Som aktiv har han spelat i moderklubben Mala IF, Hässleholms IF, Åtvidabergs FF,  FC Den Haag i Holland, IFK Hässleholm samt i Landskrona BoIS. Augustsson spelade vanligtvis som mittfältare. Under 1970-talet var han en av svensk fotbolls mera tekniska spelare. En svår knäskada gjorde dock att han fick sluta i förtid.

## Tränarkarriär
Efter de aktiva spelaråren har han varit verksam i en mängd klubbar. Bo Augustsson, som även arbetat som lärare, har haft många nya idéer kring hur man framför allt kan utveckla unga fotbollsspelares teknik; något som ofta har varit eftersatt i svensk fotboll.
Han började som ungdomstränare i Landskrona BoIS; fortsatte därefter i Malmö FF, Helsingborgs IF, Bunkeflo, Luleå FF och AIK. Han har även haft tränaruppdrag utomlands som exempelvis i Abu Dhabi i  Förenade Arabemiraten, Feyenoord i Holland, Sandefjord Fotball i Norge och i Åbo i Finland.
Sedan sommaren 2013 arbetar Bo Augustsson som chefstränare för sydafrikanska Kaizer Chiefs ungdomsakademi i Johannesburg.

## Privatliv
Bosse Augustsson kommer från en framgångsrik fotbollsfamilj. Brodern Leif spelade i IFK Hässleholm. En annan bror Jörgen Augustsson var med i Sveriges landslag vid Världsmästerskapet i fotboll 1974 och spelade även i Åtvidaberg och i Landskrona. Bos söner  Andreas Augustsson,  Jakob Augustsson och Johan Augustsson har alla spelat allsvensk fotboll. Även brorsönerna Christian Augustsson och Jimmie Augustsson har meriter på elitnivå.

## Allsvenska meriter
- 92 matcher i Allsvenskan för Åtvidaberg, 1968-1974 (6 mål).
- 102 matcher i Allsvenskan för Landskrona BoIS, 1975-1979 (16 mål).